# Lijst van voetbalinterlands Canada - Cuba
Deze lijst van voetbalinterlands is een overzicht van alle officiële voetbalwedstrijden tussen de nationale teams van Canada en Cuba. De landen speelden tot op heden vijftien keer tegen elkaar. De eerste ontmoeting, een vriendschappelijke wedstrijd, werd gespeeld in Havana op 5 januari 1975. De laatste ontmoeting, een groepswedstrijd tijdens de CONCACAF Gold Cup 2023, vond plaats op 4 juli 2023 in Houston (Vereingde Staten).

## Wedstrijden
| №  | Plaats      | Datum             | Competitie                          | Wedstrijd     | Uitslag |
| -- | ----------- | ----------------- | ----------------------------------- | ------------- | ------- |
| 1  | Havana      | 5 januari 1975    | Vriendschappelijk                   | Cuba – Canada | 4 – 0   |
| 2  | Tegucigalpa | 21 november 1981  | WK 1982 kwalificatie                | Cuba – Canada | 2 – 2   |
| 3  | Edmonton    | 10 oktober 1996   | WK 1998 kwalificatie                | Canada – Cuba | 2 – 0   |
| 4  | Edmonton    | 13 oktober 1996   | WK 1998 kwalificatie                | Cuba – Canada | 0 – 2   |
| 5  | Los Angeles | 6 oktober 1999    | CONCACAF Gold Cup 2000 kwalificatie | Canada – Cuba | 0 – 0   |
| 6  | Havana      | 4 juni 2000       | WK 2002 kwalificatie                | Cuba – Canada | 0 – 1   |
| 7  | Winnipeg    | 11 juni 2000      | WK 2002 kwalificatie                | Canada – Cuba | 0 – 0   |
| 8  | Foxborough  | 14 juli 2003      | CONCACAF Gold Cup 2003              | Canada – Cuba | 0 – 2   |
| 9  | Foxborough  | 12 juli 2005      | CONCACAF Gold Cup 2005              | Canada – Cuba | 2 – 1   |
| 10 | Havana      | 8 juni 2012       | WK 2014 kwalificatie                | Cuba – Canada | 0 – 1   |
| 11 | Toronto     | 12 oktober 2012   | WK 2014 kwalificatie                | Canada − Cuba | 3 − 0   |
| 12 | Charlotte   | 23 juni 2019      | CONCACAF Gold Cup 2019              | Canada − Cuba | 7 − 0   |
| 13 | Toronto     | 8 september 2019  | CONCACAF Nations League 2019/20     | Canada − Cuba | 6 − 0   |
| 14 | George Town | 10 september 2019 | CONCACAF Nations League 2019/20     | Cuba − Canada | 0 − 1   |
| 15 | Houston     | 4 juli 2023       | CONCACAF Gold Cup 2023              | Canada − Cuba | 4 − 2   |

## Samenvatting
| Competitie                     | Totaal gespeeld | Winst Canada | Gelijk | Winst Cuba | Doelsaldo Canada – Cuba |
| ------------------------------ | --------------- | ------------ | ------ | ---------- | ----------------------- |
| WK-kwalificatie                | 7               | 5            | 2      | 0          | 11 − 2                  |
| CONCACAF Gold Cup              | 4               | 3            | 0      | 1          | 13 − 5                  |
| CONCACAF Gold Cup-kwalificatie | 1               | 0            | 1      | 0          | 0 − 0                   |
| CONCACAF Nations League        | 2               | 2            | 0      | 0          | 7 − 0                   |
| Vriendschappelijk              | 1               | 0            | 0      | 1          | 0 − 4                   |
| Totaal                         | 15              | 10           | 3      | 2          | 31 − 11                 |

Wedstrijden bepaald door strafschoppen worden, in lijn met de FIFA, als een gelijkspel gerekend.

## Details

### Tweede ontmoeting
| Cuba                                          | 2 – 2 | Canada                            |
| Jorge Luís Rodríguez 2' Ramón Núñez Armas 74' | goals | 48' Wes McLeod 84' Robert Iarusci |

### Derde ontmoeting
| Canada                                 | 2 – 0 | Cuba |
| Alex Bunbury 29' Paul Peschisolido 54' | goals |      |

### Vierde ontmoeting
| Cuba | 0 – 2 | Canada                                 |
|      | goals | 16' Paul Peschisolido 79' Nick Dasovic |

### Vijfde ontmoeting
| Canada | 0 – 0 | Cuba |
|        | goals |      |

### Zesde ontmoeting
| Cuba | 0 – 1 | Canada           |
|      | goals | 39' Jason de Vos |

### Zevende ontmoeting
| Canada | 0 – 0 | Cuba |
|        | goals |      |

### Achtste ontmoeting
| Canada | 0 – 2 | Cuba                            |
|        | goals | 15' Lester Moré 46' Lester Moré |

### Negende ontmoeting
| Canada                             | 2 – 1 | Cuba                |
| Ali Gerba 69' Atiba Hutchinson 87' | goals | 90' Alain Cervantes |

### Tiende ontmoeting
| Cuba | 0 – 1 | Canada             |
|      | goals | 54' Olivier Occéan |

### Elfde ontmoeting
| Canada                                                | 3 – 0 | Cuba |
| Tosaint Ricketts 14' Will Johnson 73' David Edgar 79' | goals |      |